# Старий Бобр
Старий Бобр (біл. вёска Стары Бобр) — село в складі Крупського району Мінської області, Білорусь. Село підпорядковане Бобрській сільській раді, розташоване в східній частині області.